# 中華人民共和國—海地關係
中華人民共和國—海地關係（法語：Relations entre Haïti et Chine）是指中華人民共和國與海地的双边關係。兩國未曾建立外交关系。海地自1956年起與中華民國建交。但在1997年1月和1998年2月，中國和海地根据于1996年签署的《中华人民共和国和海地共和国关于互设商贸办事处的协议》分別在對方首都設立貿易發展辦事處。

## 歷史
19世紀90年代末即有中國人從廣東等省份移民海地，他們主要海首都太子港經營中餐館、洗衣房及超市。
自2004年10月開始，中國向聯合國海地穩定特派團派遣維和警察合共1100餘人次，但在2012年11月，中國第九支維和警察警隊任務到期撤回後就再無派遣。
2010年1月海地發生地震後，當時擔任中華人民共和國外長的楊潔篪致電海地外長表示慰問，並派出救援隊和醫療隊，同時向海地提供了1.03億元人民幣的現金、物資和醫療援助。
2015年1月海地公共工程、交通及通訊國務秘書西內亞斯到中國參與中國－拉共體論壇首屆部長級會議。而2016年10月海地遭受馬修颶風襲擊後中國紅十字會亦有向海地红十字會提供10萬美元緊急援助。
2023年女足世界杯，中国女足被排在D组。除了跟英格兰女足和丹麦女足同组之外，还跟被获得洲际附加赛的海地女足分为同组，这是中国女足首次跟中国非建交国女足在女足世界杯同组比赛，海地也是本次女足世界杯唯一一个中国非建交国国家。
2025年5月13日，海地外长巴蒂斯特出席中拉论坛第四届部长级会议。

## 旅行與簽證
2012年7月，海地外交部宣佈單方面對持中华人民共和国护照的旅客實施免簽證，從事非工作性質之停留，可免申辦簽證，最長可停留90天，停留逾90天需申請簽證展期或居留證，逾期停留出境時需繳納罰款。
而海地公民入境中國大陸必须提前办理签证，但只前往香港可以免簽證14天，只前往澳門則可以享有30天落地簽證入境，簽證申請費用為100澳門元。

## 經貿關係
2019年，中海贸易额達5.7亿美元，其中中方出口额5.6亿美元，进口额449.2万美元，同比分别增长-9.3%、-8.9%和-40.1%。中方主要出口化工产品、塑料和橡胶制品、服装制品、机电音像设备和汽车零配件等，主要进口废钢铁等。

## 文化交流
海地的基斯奎亚大学設有一所孔子学院，並為海地學生提供免費漢語教學，另外，亦有少數海地大學生在中國的大學留學。

## 外部連結
- 中國海地貿易發展辦事處官方網站（简体中文）（法文）